# Loi du 25 avril 1827
Loi du 15 avril 1818
Interdiction de la traite négrière à l'initiative de Louis XVIII Loi du 4 mars 1831
Durcissement de l'interdiction de la traite des Noirs à l'initiative du roi Louis-Philippe Ier
Par la loi du 25 avril 1827, Charles X interdit la traite négrière au sein de l'empire colonial français. L'infraction n'est plus un délit mais  un crime.

La précédente loi du 15 avril 1818 interdisant la traite étant lacunaire, et largement contournée. Au sein du groupe de Coppet, des intellectuels comme Benjamin Constant et Auguste de Staël s'engagent contre la traite. Pétitions, plaidoirie auprès du dauphin, exposition d’instruments de contrainte rapportés d’une enquête menée à Nantes sur le trafic négrier illicite, et publication des résultats de cette enquête, ont certainement contribué à la promulgation de la loi du 25 avril 1827, qui induit un durcissement des sanctions contre les personnes reconnues coupables de commerce négrier.

## Contenu de la loi
La loi du 25 avril 1827 est composée de 6 articles : 

Article 1. Les négocians, armateurs, subrécargues , et tous ceux qui, par un moyen quelconque, se seront livrés au trafic connu sous le nom de traite des noirs ; le capitaine ou commandant et les autres officiers de l'équipage ; tous ceux qui sciemment auront participé à ce trafic, comme assureurs, actionnaires, fournisseurs, ou à tout autre titre, sauf toutefois portée en l'article 3, seront punis de la peine du bannissement, et d'une amende égale à la valeur du navire et de la cargaison prise dans le port de l'expédition. L'amende sera prononcée conjointement et solidairement contre tous les individus condamnés. Le navire sera en outre confisqué. 

Article 2. Le capitaine et les officiers de l'équipage seront déclarés incapables de servir aucun titre tant sur les vaisseaux et bâtiments du Roi que sur ceux du commerce français. 

Article 3. Les autres individus faisant partie de l'équipage seront punis de la peine de trois mois à cinq ans d'emprisonnement. Sont toutefois exceptés ceux desdits individus qui, dans les quinze jours d'arrivée du navire, auront déclaré au commissaire de marine ou aux magistrats dans les ports du royaume, au gouverneur, commandant, ou aux autres magistrats dans les îles et possessions françaises, aux consuls, vice-consuls et agents commerciaux du Roi dans les ports étrangers, les faits relatifs au susdit trafic dont ils auront eu connaissance. 

Article 4. Les arrêts et jugements de condamnation en matière de traite seront insérés dans la partie officielle du Moniteur, par extraits contenant les noms des individus condamnés, ceux des navires et des ports d'expédition. Cette insertion sera ordonnée par les cours et tribunaux indépendamment des publications prescrites par l'article 36 du Code pénal. 

Article 5. Les peines portées par la présente loi sont indépendantes de celles qui doivent être prononcées conformément au Code pénal pour les autres crimes ou délits qui auraient été commis à bord du navire. 

Article 6. La loi du 15 avril 1818 est abrogée.

## Portée et limites
Louis XVIII avait prohibé l'introduction d'esclaves noirs dans les colonies à travers l'ordonnance du 8 janvier 1817, et la traite négrière elle-même à travers la loi du 15 avril 1818. Avec la loi du 25 avril 1827, Charles X a criminalisé ce commerce. Ce dernier se poursuivra néanmoins et il faudra attendre la loi du 4 mars 1831 promulguée par Louis-Philippe Ier pour que la législation devienne véritablement dissuasive.

## Sources et références
1. ↑  Florence Le Guellaff et Maurice Quénet, Armements en course et droit des prises maritimes: 1792-1856, Nancy, Presses Universitaires de Nancy, 1999
2. ↑  Catherine Thomas, « Aa. Vv., Madame de Staël et le Groupe de Coppet. Le Groupe de Coppet face à l’esclavage; “De l’Allemagne” (1814-2014). Une mémoire au présent », sur Studi Francesi (consulté le 20 décembre 2021)
3. ↑  Anne Girollet, Victor Schœlcher, abolitionniste et républicain : Approche juridique et politique de l'œuvre, 2000